# Sybra palawanicola
Sybra palawanicola là một loài bọ cánh cứng trong họ Cerambycidae.